# فرانک کرودله
فرانک کرودله (ایتالیایی: Frank Crudele؛ زادهٔ ۲۷ اکتبر ۱۹۵۴) بازیگر اهل ایتالیا است.
از فیلم‌ها یا مجموعه‌های تلویزیونی که وی در آن نقش داشته‌است، می‌توان به بزدل‌ها،  به‌سوی جنوب، عقاب سرخ، شیفته عمارت، گوتی، امپراتوری بوردواک، و اسم من تانینو است اشاره کرد.